# Henrik Sjögren
Henrik Samuel Conrad Sjögren (23. srpnja 1899. Köping - 17. rujna 1986. Lund) je bio švedski oftalmolog koji je najpoznatiji kao prva osoba koja je opisala Sjögrenov sindrom koji je kasnije po njemu i nazvan.

## Biografija
Henrik Sjögren bio je sin trgovca Anders Conrad Johanssona i Marte Emelie Sjögren. 
Zavšio je gimnaziju u Västerås 1918.g., a diplomirao je medicinu na Karolinska institutet 1922.g. Godine 1925.g. susreo se s 49-godišnjom pacijenticom kod koje je po prvi puta opisao "svoj" sindrom, da bi ubrzo skupio još četiri slučaja koje je sve objavio 1930.g. Godine 1933. je opisao "svoj" sindrom u svojoj doktorskoj dizertaciji “Zur Kenntnis der keratoconjunctivitis sicca”.
Henrik Sjögren postaje docent na Sveučilištu u Göteborgu 1957., a 1961.g. i počasni profesor.